# Орден «Хосе Марти»
Орден «Хосе́ Марти́» — государственная награда Республики Куба, один из трёх высших орденов, наряду с орденами «Карлос Мануэль де Сеспедес» и «Плайя-Хирон». Орден назван в честь национального героя Кубы Хосе Марти, жившего во второй половине XIX века.

## История
Орден учреждён в 1972 г. (Закон № 1239 от 2 декабря 1972 г.). Вхождение в наградную систему подтверждено декретом-законом № 30 Государственного совета Республики Куба «О наградах, почётных званиях и знаках отличия» от 10.12.1979.
Вручается кубинским и иностранным гражданам, главам государств и правительств за большие достижения в деле обеспечения мира и гуманизма, за особый вклад в развитие образования, культуры, науки и спорта, а также за выдающиеся заслуги в созидательном труде.

## Описание
До 1979 орден представлял золотой диск диаметром 4 см и толщиной 3 мм рельефным изображением правого профиля Хосе Марти и надписью ORDEN NACIONAL JOSÈ MARTÍ, расположенной полукругом в левой части.
В настоящее время знак выглядит как диск с рельефным изображением лучей, расходящихся из центра с наложенными на него пятиконечной звездой, а также венком из листьев лавра и дуба. В центре рельефное изображение бюста Хосе Марти, отделённое от остального рисунка кругом из белой эмали с надписями: JOSÈ MARTÍ/1853-1895.
На реверсе герб Кубы, вокруг находится надпись, разделённая звёздочками: REPUBLICA DE CUBA/CONSEJO DE ESTADO.
Посредством кольца орден крепится к пятиугольной колодке с лентой белого цвета с красной-бело-синей полосой справа (с 1979).

## Награждённые орденом
- Тодор Живков
- Сальвадор Альенде
- Омар Торрихос
- Николае Чаушеску (1973)
- Леонид Брежнев[2]
- Эрих Хонеккер
- Густав Гусак
- Ким Ир Сен (1975)
- Майкл Мэнли (1975)[3]
- Джулиус Ньерере (1975)[4]
- Менгисту Хайле Мариам
- Фелипе Гонсалес
- Юмжагийн Цеденбал
- Индира Ганди
- Войцех Ярузельский (1983)
- Тома Санкара (1984)[5]
- Роберт Мугабе
- Оуэн Артур
- Сэм Нуйома (1991)
- Нельсон Мандела
- Уго Чавес (17.11.1999)
- Александр Лукашенко (2000)
- Абдулла Ахмад Бадави (2004)
- Гладис Марин (2004)
- Антонио Гадес (2004)[6]
- Виейра, Жуан Бернарду (2007)
- Нгуен Минь Чьет (2009)
- Армандо Харт (2010)[7]
- Джейкоб Зума (2010)
- Виктор Янукович (22.10.2011)
- Ху Цзиньтао (22.10.2011)[8]
- Нгуен Фу Чонг (2012)[9]
- Владимир Путин (11.07.2014)
- Фидель Кастро (21.03.2016)